# 京王レクリエーション
京王レクリエーション株式会社（けいおうレクリエーション、英語: Keio Recreation Co.,Ltd.）は、ゴルフコース・ゴルフ練習場や、テニスクラブの運営などを行う株式会社。京王グループに属する。本社を東京都多摩市連光寺の桜ヶ丘カントリークラブ内に置く。
親会社である京王電鉄の沿線で、ゴルフコースやゴルフ練習場、テニスクラブの運営を行っている。2005年10月までは、新潟県妙高市で赤倉温泉スキー場の運営も行っていた。

## 沿革
出典：公式サイト「会社沿革」
- 1959年7月1日 - 桜ヶ丘ゴルフ株式会社として設立。
- 1960年8月1日 - 桜ヶ丘カントリークラブを営業開始。
- 1984年
  - 8月1日 - 桜ヶ丘ゴルフ練習場を営業開始。
  - 10月1日 - 京王帝都電鉄（当時）から京王テニスクラブを移管される。
- 1988年
  - 8月18日 - 事業多角化に伴い、京王レクリエーション株式会社に社名変更。
  - 11月1日 - 京王重機整備から京王赤倉スキー場を移管される。
- 1991年4月17日 - 八王子御殿山ゴルフ練習場を営業開始。
- 1992年
  - 1月8日 - 桜ヶ丘カントリークラブに新クラブハウスが竣工。
  - 7月23日 - 京王若葉台ゴルフ練習場を営業開始。
- 2002年9月1日 - 京王テニスクラブにインドアテニスコートを新設。
- 2005年11月1日 - 京王赤倉スキー場を、株式会社赤倉観光ホテルへ売却。
- 2007年4月1日 - 京王グリーンサービスを合併。生花販売部門（フラワーショップ京王）を京王リテールサービスへ吸収分割。
- 2009年10月1日 - 京王テニスクラブに新クラブハウスが竣工、センターコートを新設。
- 2009年11月 - 桜ヶ丘カントリークラブ開場50周年を記念してコース改造を開始。
- 2015年3月23日 - 桜ヶ丘カントリークラブのコース改造が完了。
- 2017年10月1日 - 京王聖蹟桜ヶ丘ショッピングセンターB館9階にテニススクール「シルキーウインズ」が開業、京王レクリエーションが運営受託。

## 運営施設
ゴルフ場
- 桜ヶ丘カントリークラブ - 東京都多摩市連光寺2985番地[2]
  - 聖蹟桜ヶ丘駅からクラブバスを運行している[2]。送迎バスの運行は京王自動車が受託する。専用車両は日野・リエッセIIで、カラーリングは京王帝都バスの旧ワンロマカラーをセピア色にアレンジしたシックなもの[2]。

ゴルフ練習場
- 桜ヶ丘ゴルフ練習場 - 東京都多摩市連光寺2985番地[3]
  - 桜ヶ丘カントリークラブに併設。
  - 京王バス 桜06系統・桜07系統（聖蹟桜ヶ丘駅 - 永山駅）、稲22系統（聖蹟桜ヶ丘駅 - 稲城駅）「桜ヶ丘カントリークラブ」停留所下車[3]。
- 京王若葉台ゴルフ練習場 - 神奈川県川崎市麻生区黒川792-6[4]
  - 小田急多摩線はるひ野駅北口。
- 八王子御殿山ゴルフ練習場 - 東京都八王子市鑓水1405-1[5]
  - 京王バス 南63系統（南大沢駅 - 橋本駅）「鑓水入口」停留所下車[5]。

テニスクラブ
- 京王テニスクラブ - 東京都調布市多摩川7丁目19-1[6]
  - テニスコート、テニススクール。京王多摩川駅徒歩5分。多摩川河川敷に面する。
  - かつて京王帝都電鉄が運営していた遊園地「京王遊園」の跡地の一部を活用する形で開設した。
- テニススクール シルキーウインズ - 東京都多摩市関戸1丁目10-1[7]
  - 京王聖蹟桜ヶ丘ショッピングセンターB館9階（屋上階）に開校したテニススクール。